# Hươu nhỏ Pudú
Pudu (tiếng Mapuche püdü hoặc püdu, tiếng Tây Ban Nha: pudú, phát âm tiếng Tây Ban Nha: [puˈðu], danh pháp khoa học: Pudu) là một chi gồm hai loài hươu nhỏ bản địa vùng Andes Nam Mỹ. Các loài pudu có thân dài từ 60 đến 90 cm và cao 30–40 cm, đầu ngắn, có cân nặng dao động từ 7 đến 10 kg. Màu sắc bộ lông thay đổi từ nâu đỏ đến màu vàng xám.